# Machapuchare

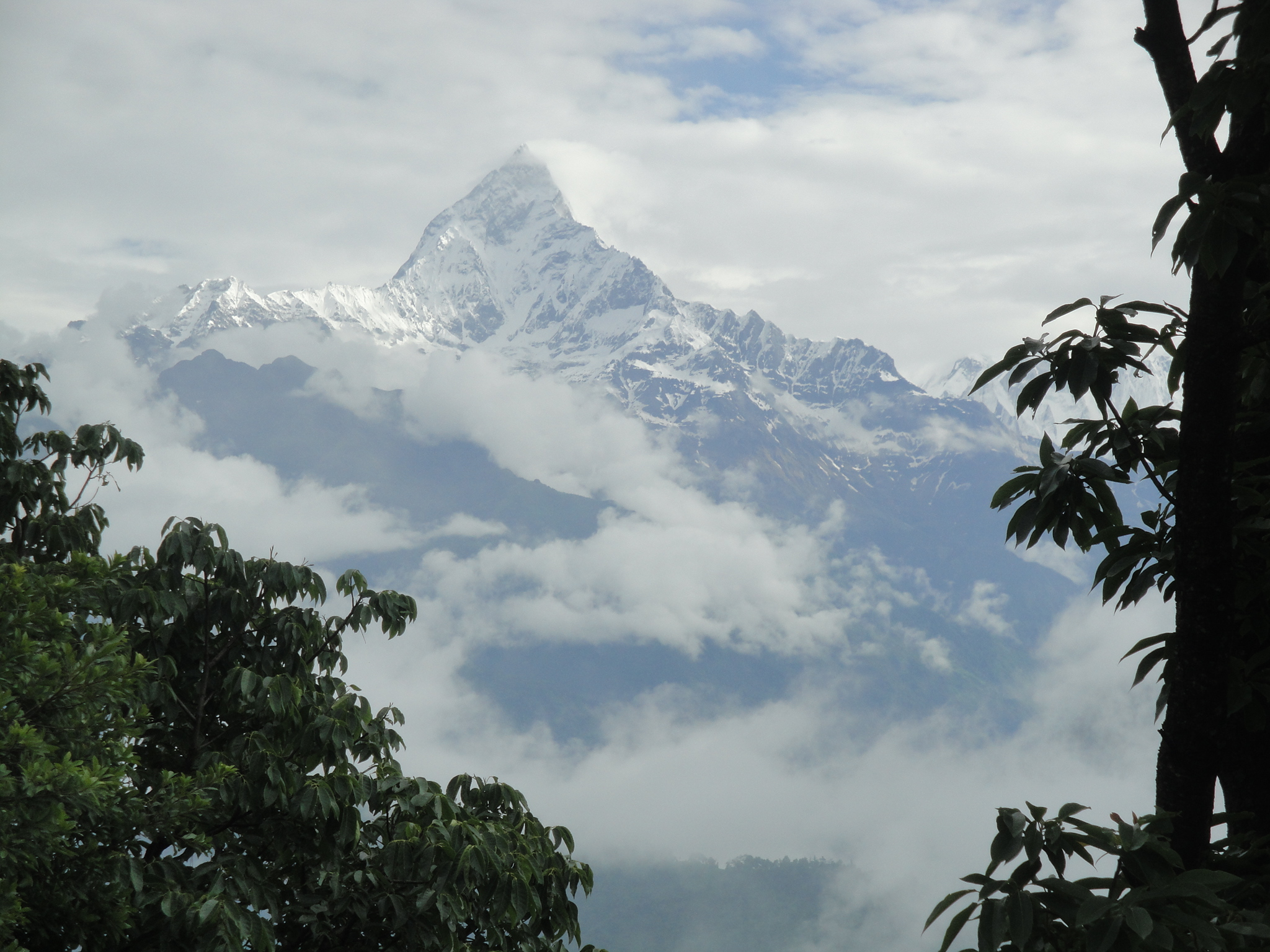
Morgonvy av Machhapuchare från Sarangkot.

Machapuchare, Machhapuchchhre eller Machhapuchhre (nepalesiska माछापुच्छ्रे, ”fiskstjärt”), är ett berg i Gandaki-zonen i Nepal, som är 6 993 högt. Berget ingår i den del av Himalaya som kallas Annapurna Himal och är beläget 25 kilometer norr om Pokhara, huvudstad i distriktet Kāskī.

## Beskrivning
Machapuchare reser sig i slutet av den långa bergås som löper söderifrån från Annapurna Himal och som utgör den östra gränsen mot Annapurna Sanctuary. Området är ett populärt vandringsmål och utgör basläger för Annapurna South och andra mål i de omgivande trakterna.
Bergets höjd anges med flera olika höjdangivelser, vanligtvis 6 993 meter, men även 6 997. Helt klart är dock att berget inte riktigt når 7000-metersklubben.
Berget är vördat av lokalbefolkningen som Shivas domän och är därför inte längre tillåtet att bestiga.
Mellan Machapuchare och det näraliggande Hiunchuli löper  Modi Khola-dalen som är den enda vägen in till glaciärområdet Annapurna Sanctuary, som har setts som heligt av folken i området. Gurung-folket berättar om ett nästan mytiskt landområde, fyllt av rikedomar som efterlämnats av de indiska ormgudarna Naga. 
Machapuchare är också en av de berg som utpekats som hemvist för Snömannen.
Machapuchare har en vacker och slående silhuett och drar ögonen till sig trots grannar som är betydligt högre. Dess dubbla topp påminner om en fiskstjärt. Detta har också gett berget dess namn, Machapuchare, som på nepalesiska betyder just fiskstjärt. Berget har också smeknamnet "Nepals Matterhorn".

## Bergsklättring
Machapuchare har aldrig toppbestigits. Det enda försöket skedde 1957, när ett brittiskt klättrarlag under ledning av Jimmy Roberts gjorde ett försök. Expeditionsmedlemmarna Wilfrid Noyce och A. D. M. Cox nådde 150 meter från toppen via nordryggen och en beräknad höjd av 6 947 meter. Där vände de, eftersom de hade lovat att inte klättra till toppen, eftersom berget betraktades som heligt. Numera är det förbjudet att bestiga berget.
Enligt uppgifter som cirkulerar i klättrarkretsar ska dock berget ha bestigits olagligt i början av 1980-talet av den nyzeeländske klättraren Bill Denz.

## Naturskydd
1992 avsattes det 7 629 kvadratkilometer stora Annapurna Conservation Area, inom vilket Machapuchare ligger. Berget åtnjuter sålunda förutom klättringförbud numera även naturskydd.

## Bildgalleri

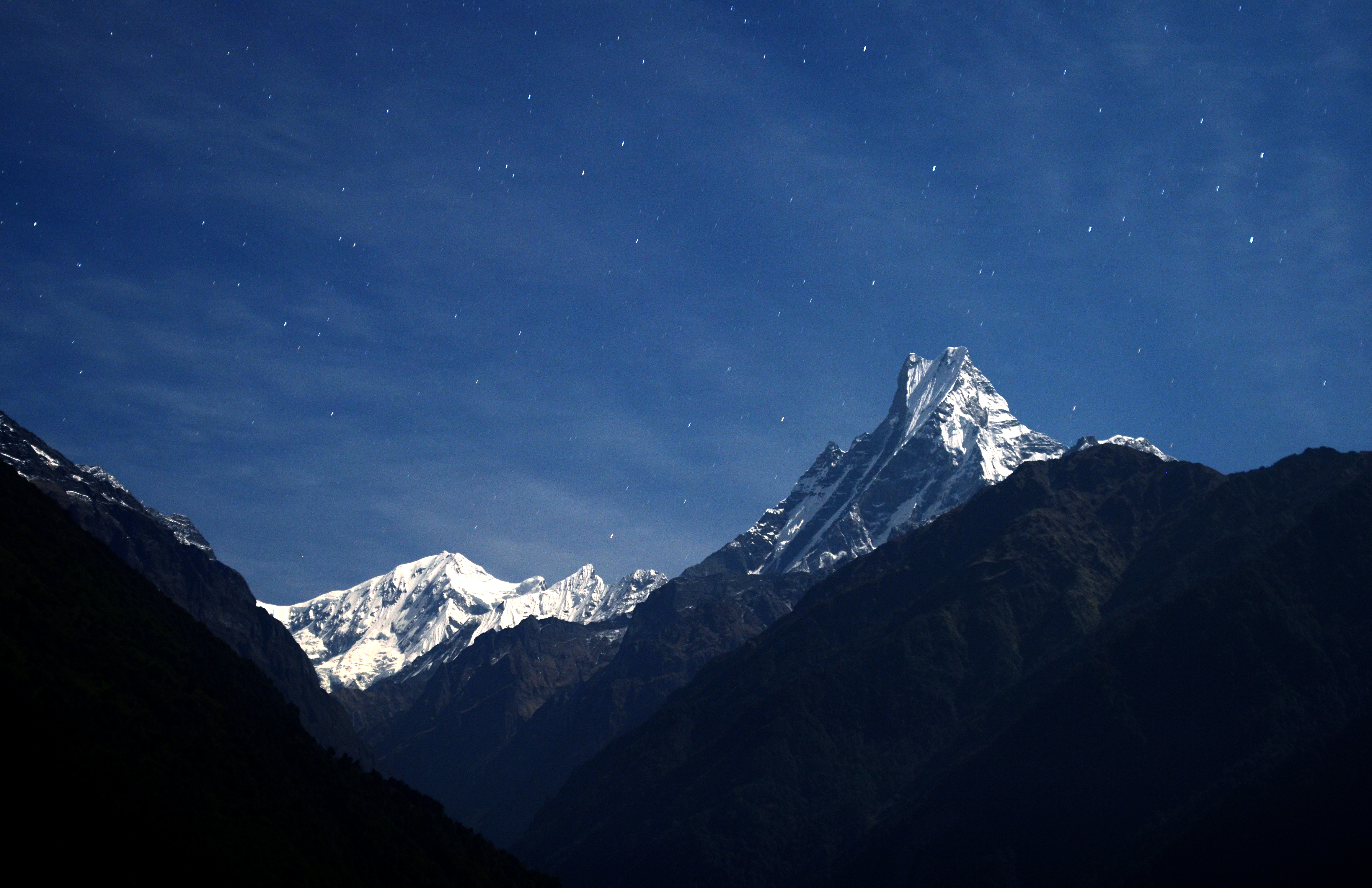
Vy mot Machapuchare från Chomrong, Kaski.
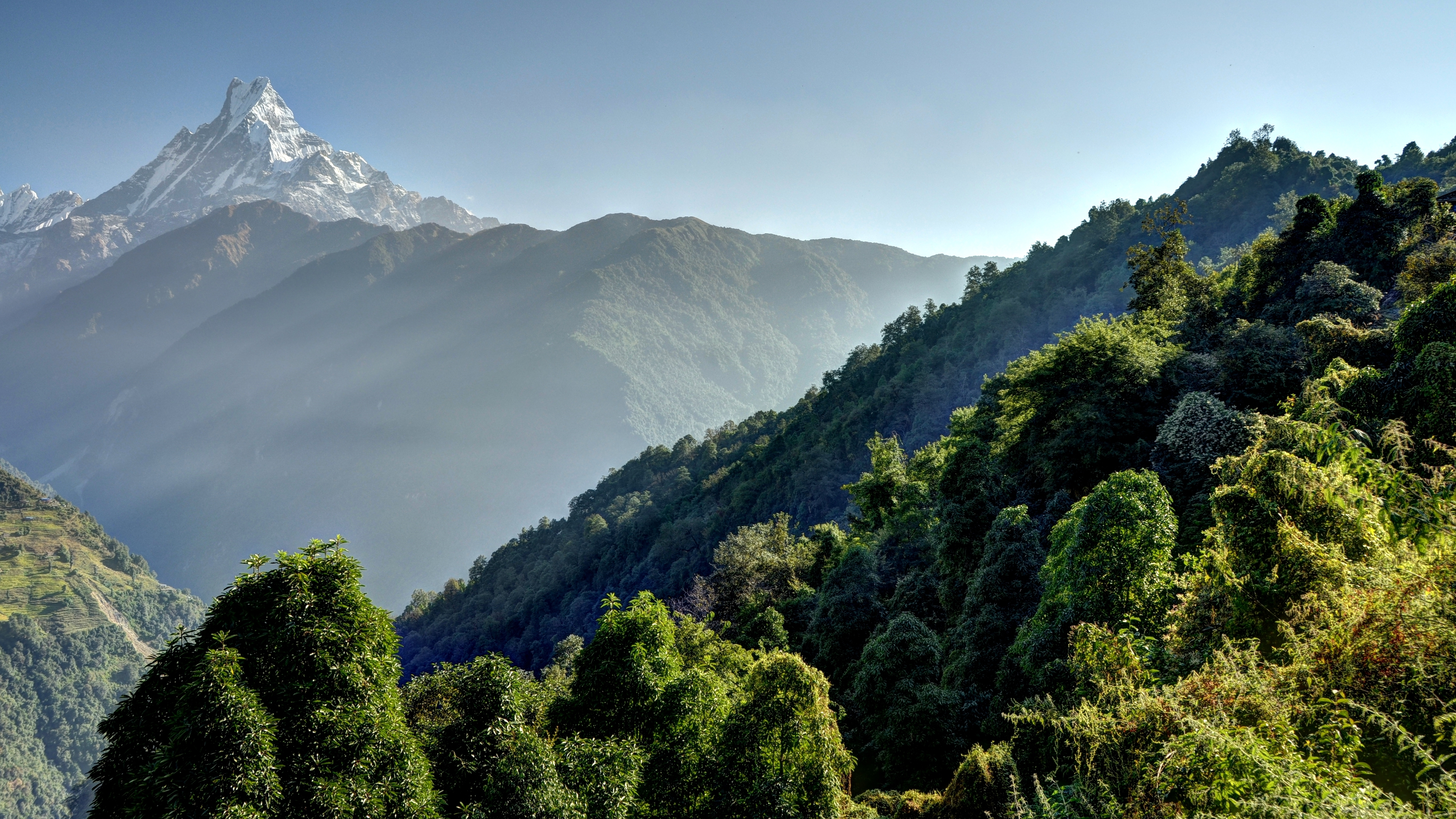
Vy från Kimrong.
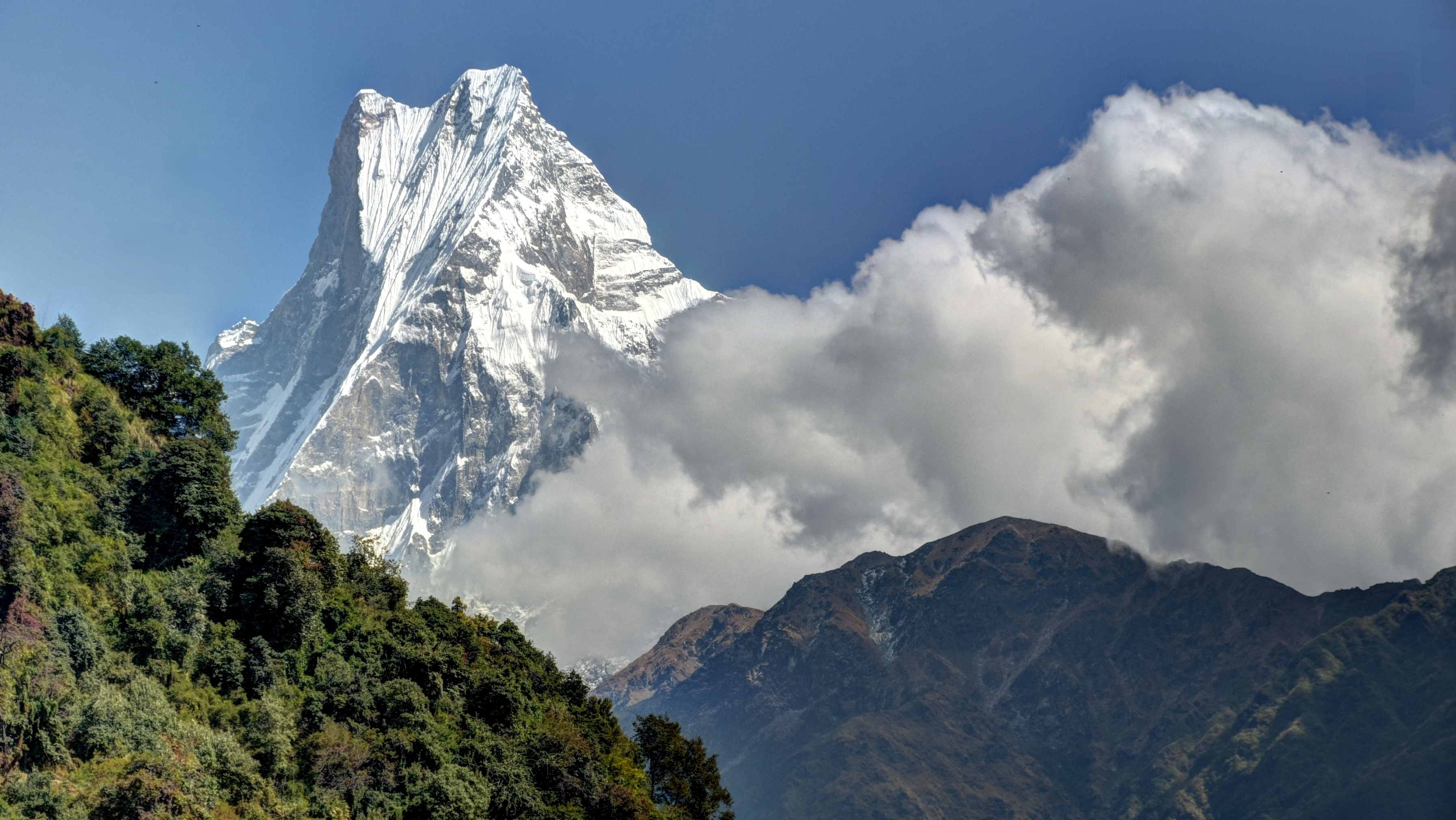
Vy på väg mot Chomrong.
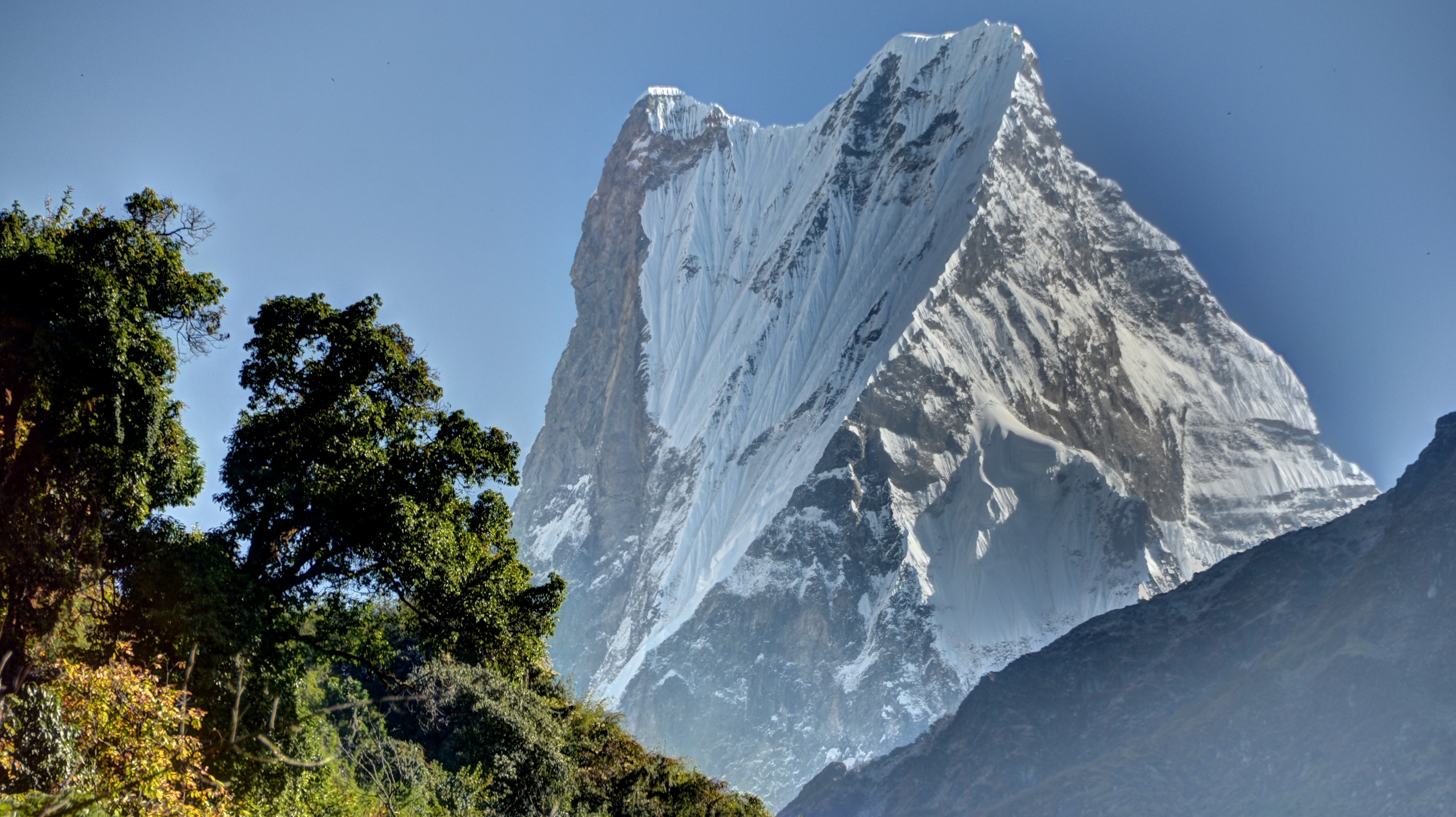
Vi efter att ha passerat Chomrong.
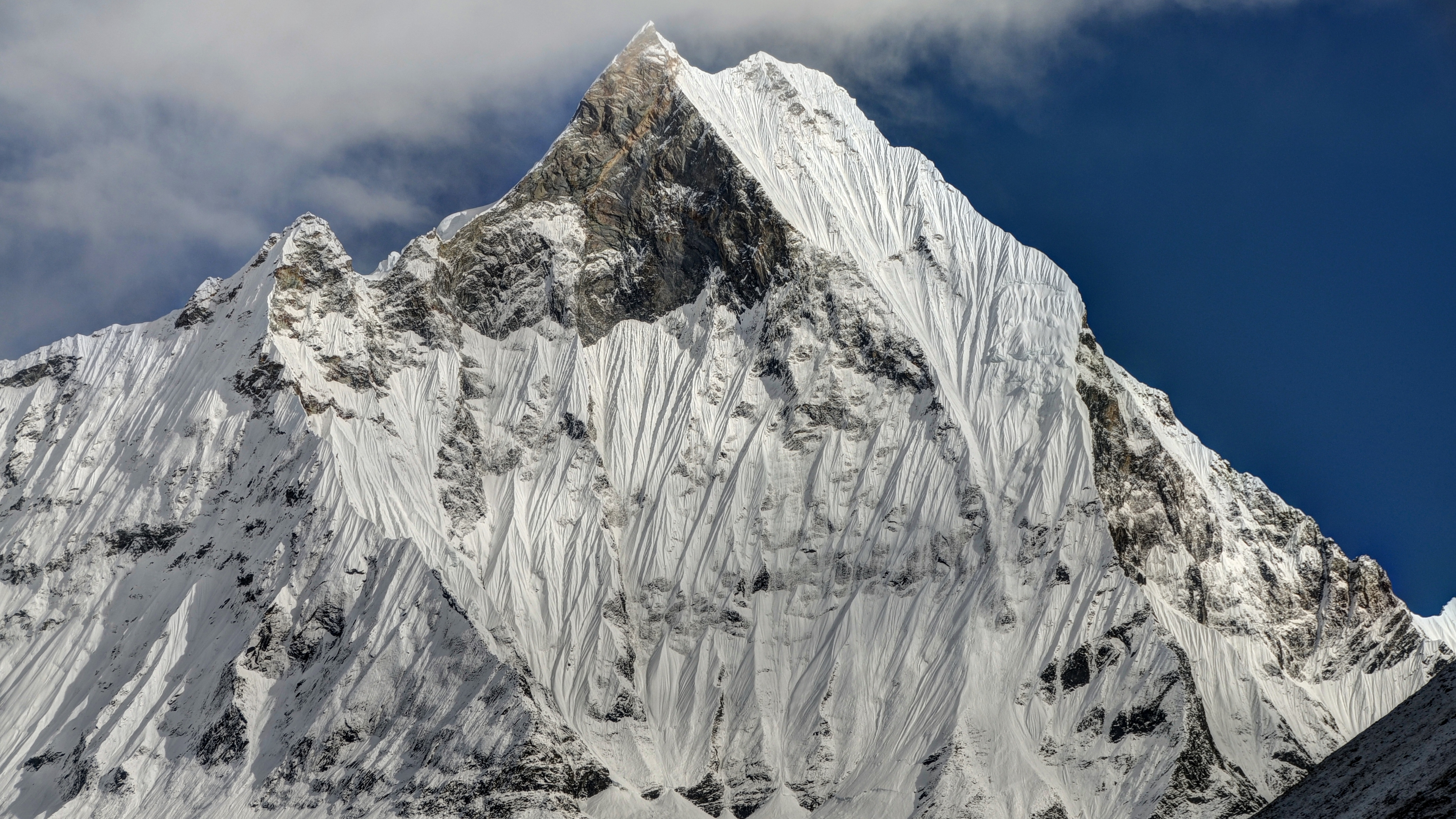
Vy från Annapurna Sanctuary
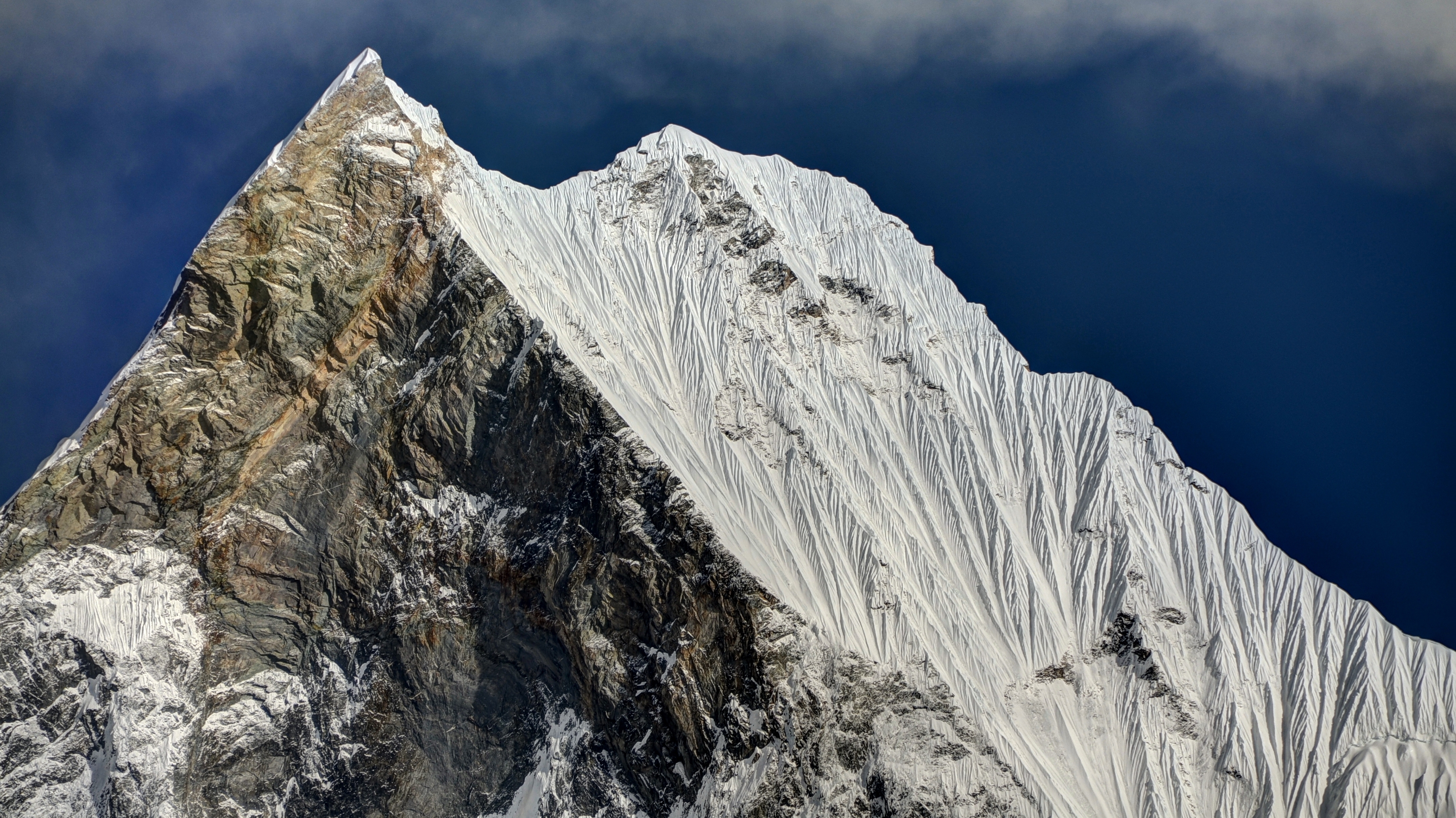
Övre delen av Machapuchares topp.
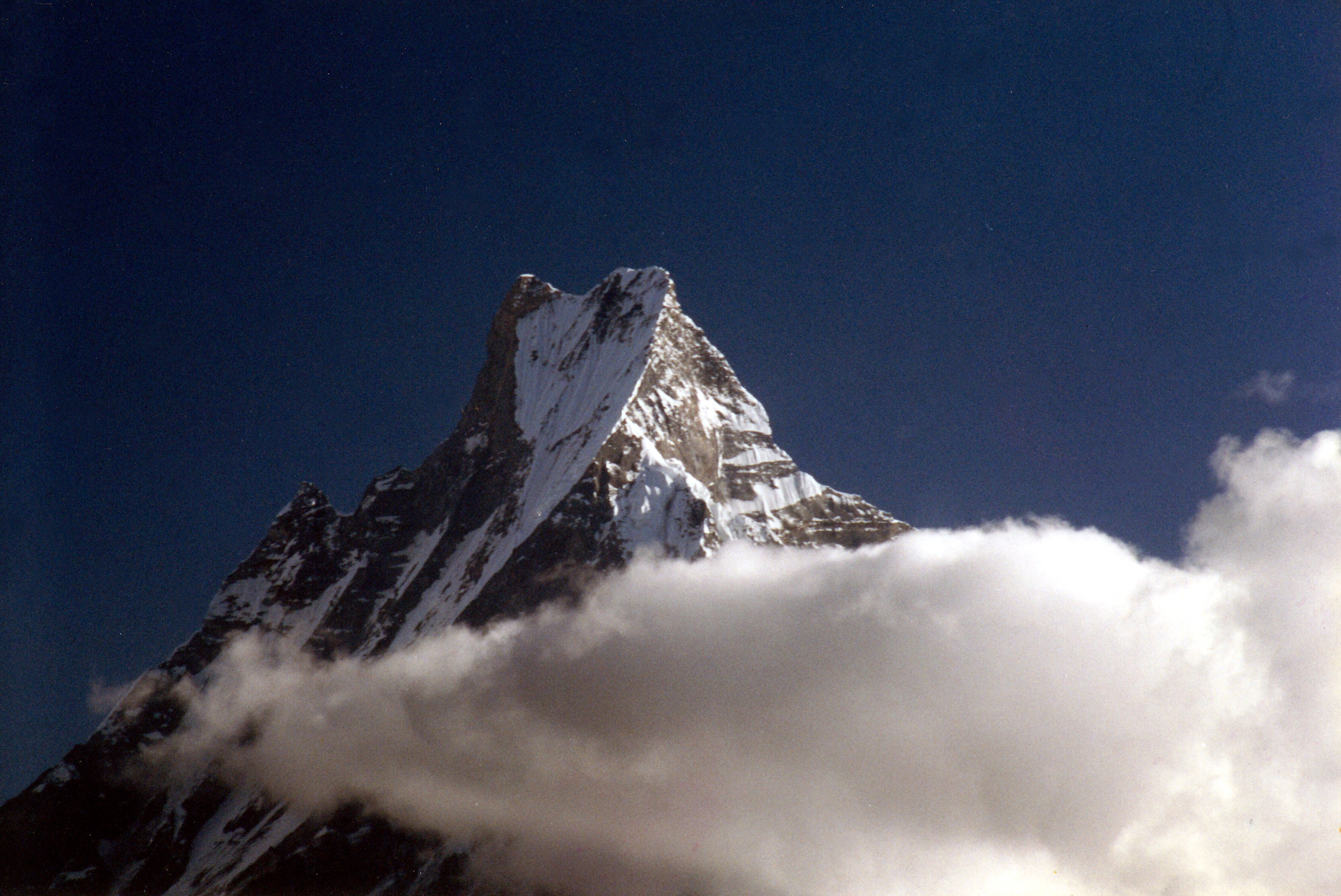
Machapuchare med fiskstjärtssilhuetten väl synlig.
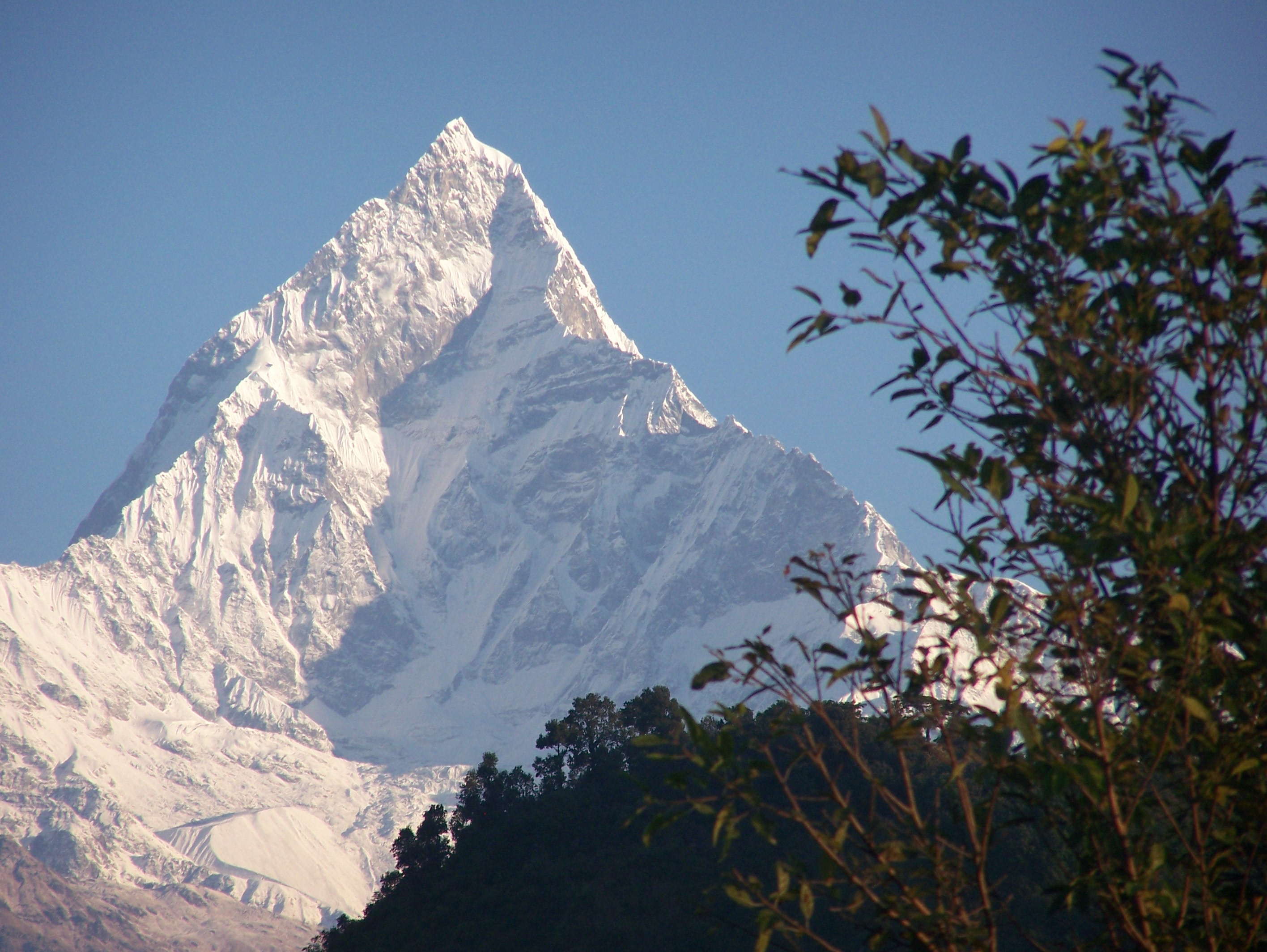
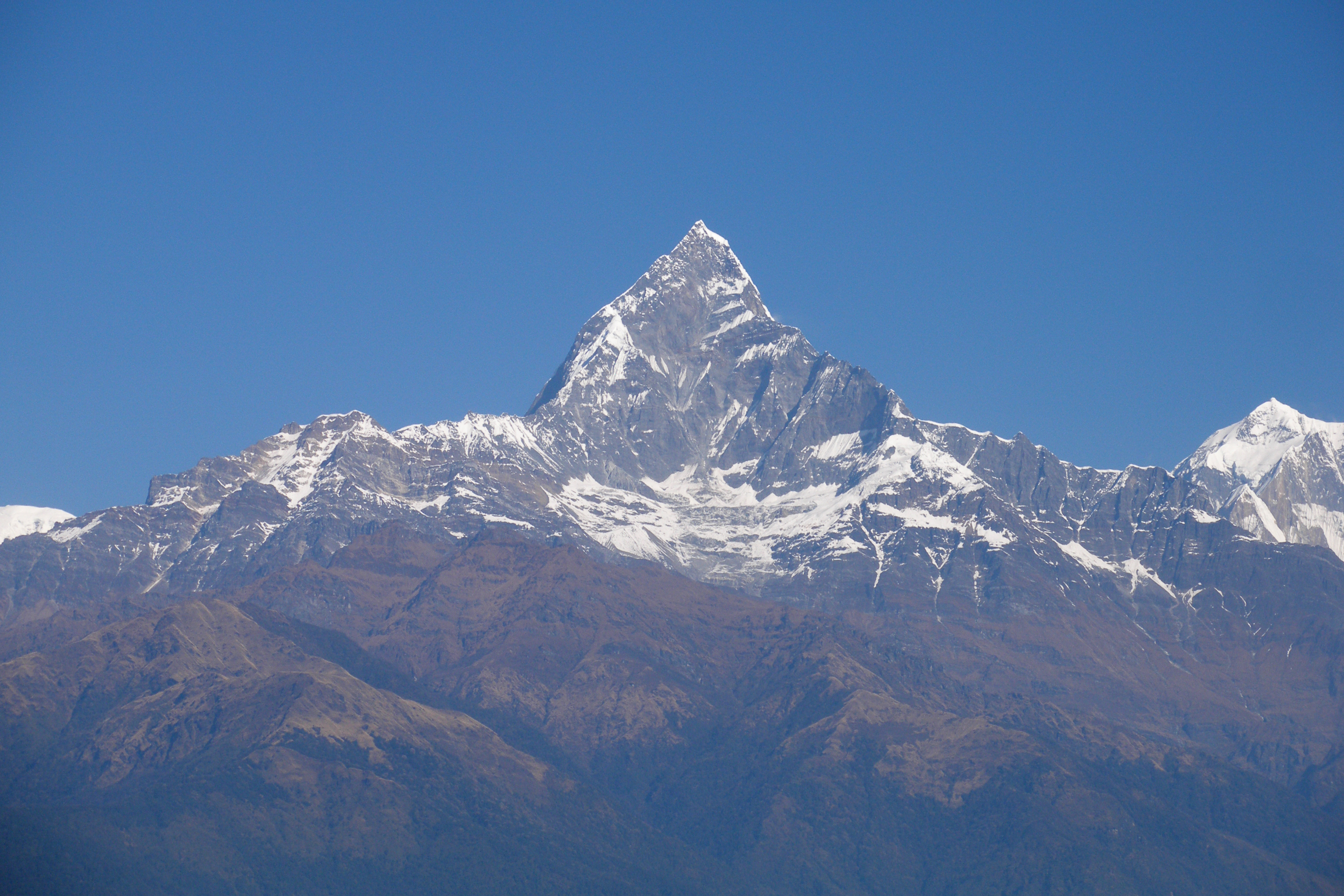
Machapuchare från Pokhara.
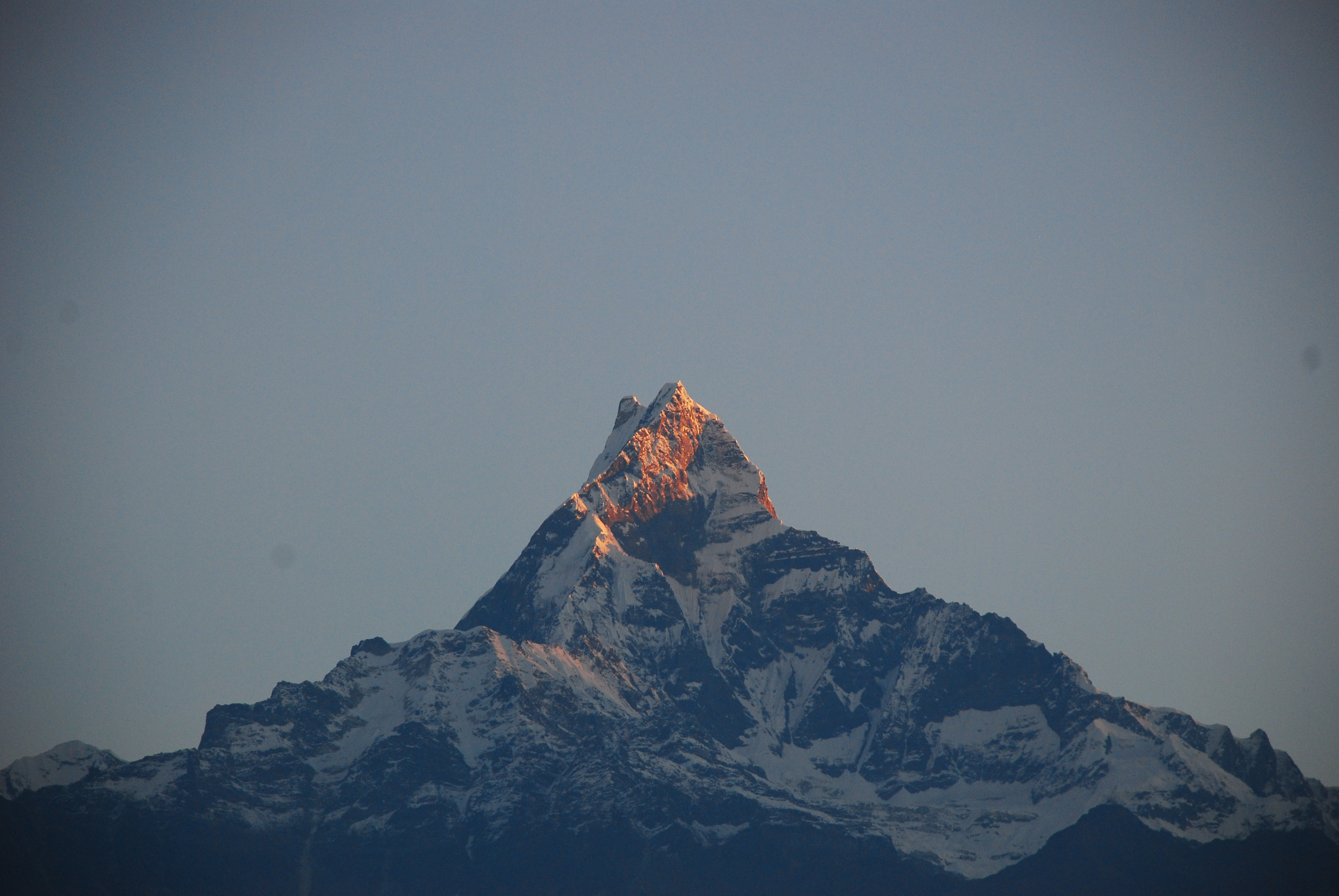
Soluppgång över Machapuchare.
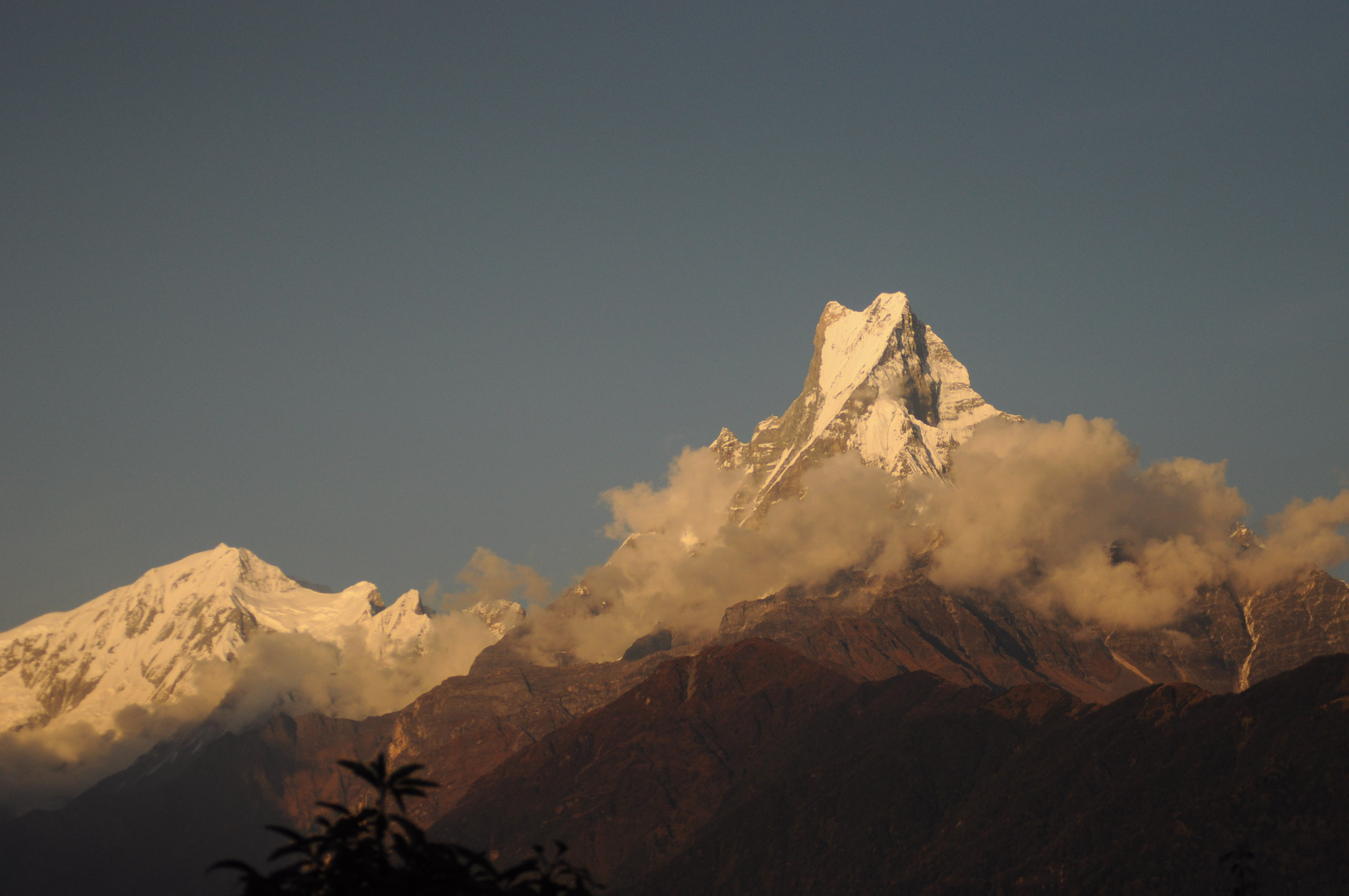
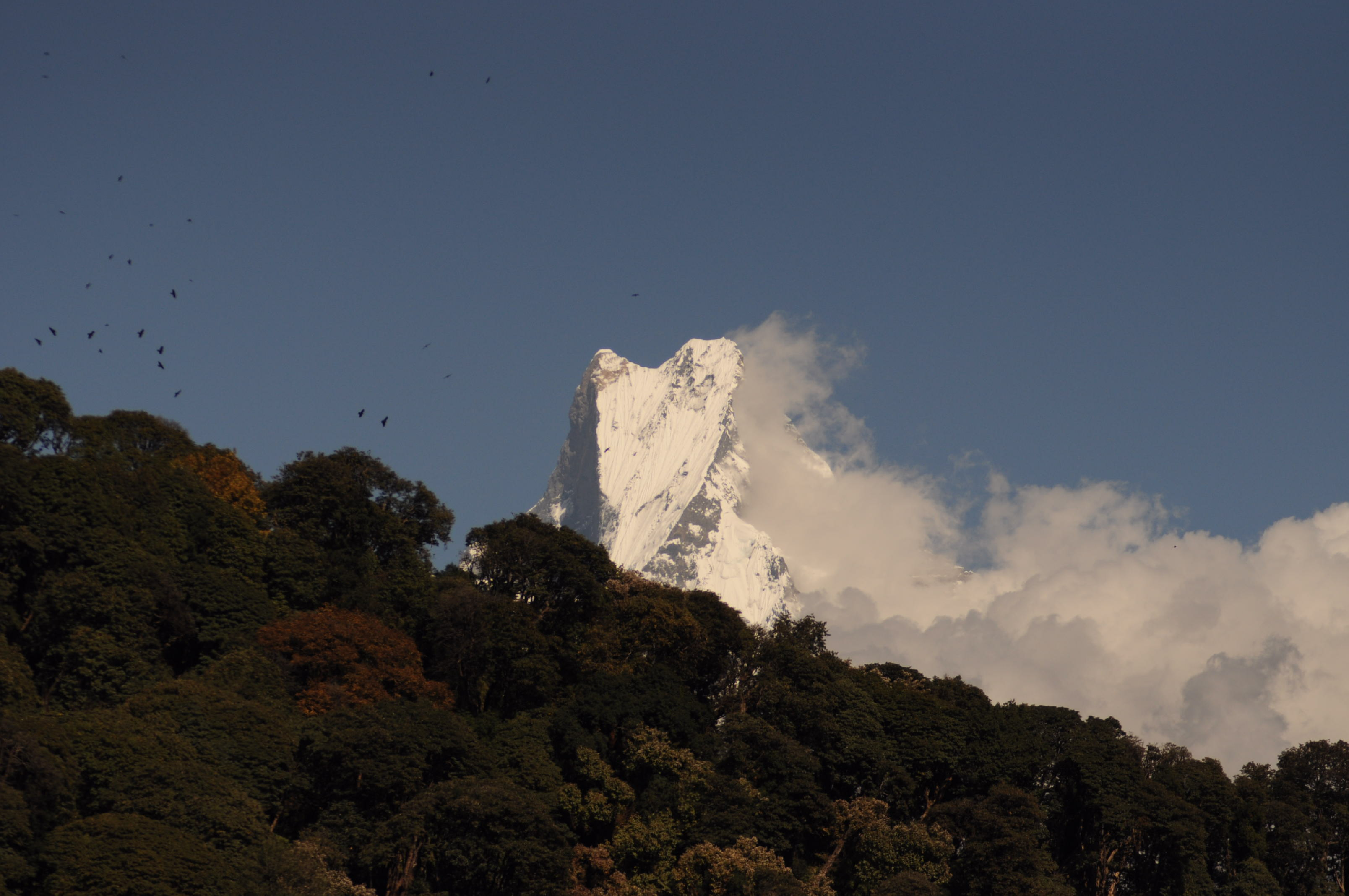
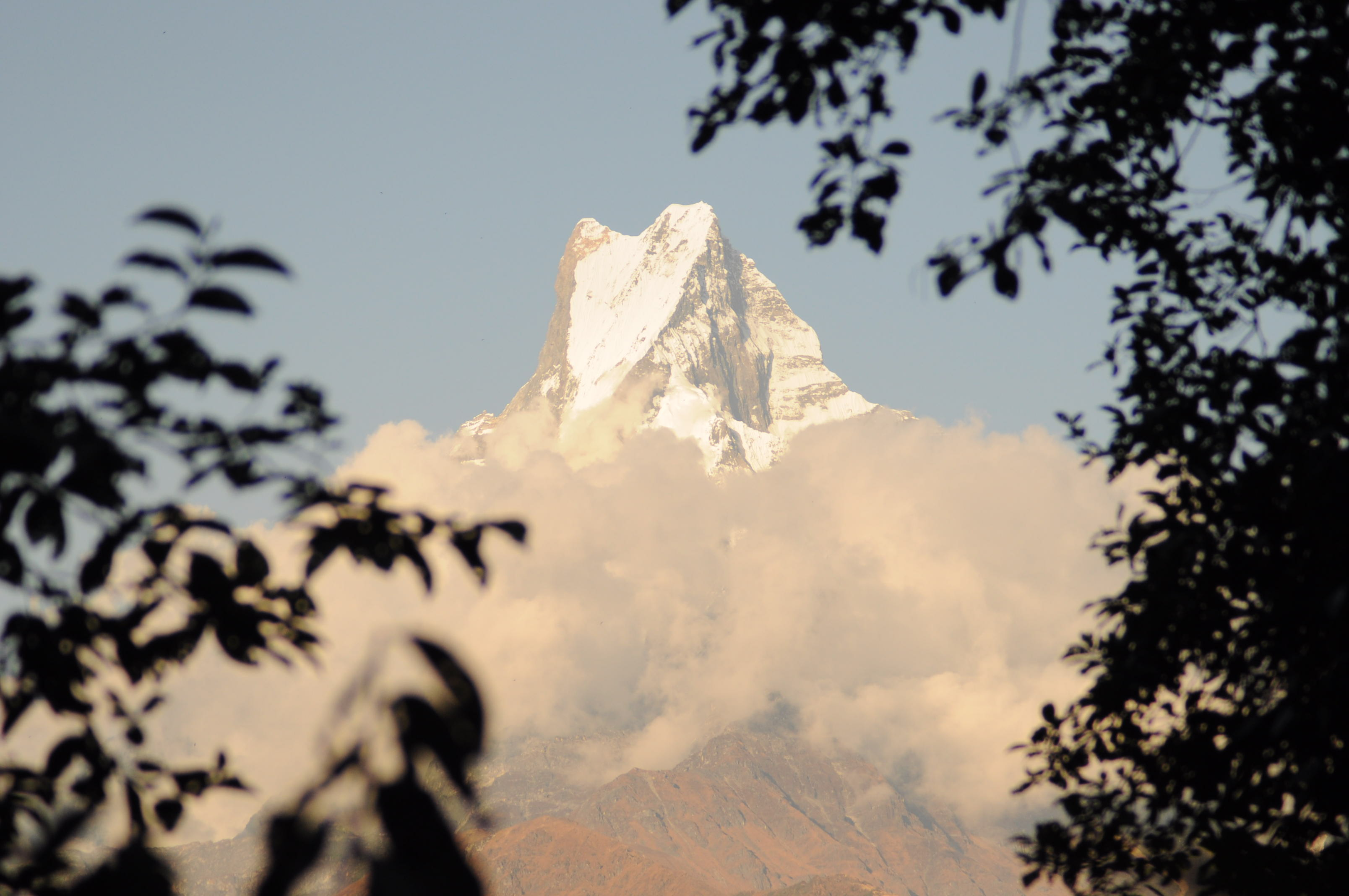